# Zhang Yufei
Zhang Yufei (chinês simplificado: 张雨霏, pinyin: Zhāng Yǔfēi; Xuzhou, 19 de abril de 1998) é uma nadadora chinesa, especialista em provas de nado livre e borboleta. Considerada uma das mais promissoras nadadoras do cenário internacional, atualmente detém o recorde mundial júnior nos 200 m borboleta e também conquistou um total de sete medalhas (três medalhas de ouro, duas de prata e duas de bronze) na sua carreira de natação, obtidas nos Jogos Olímpicos da Juventude, nos Jogos Asiáticos e nos Campeonatos Mundiais.
Representou a China na natação nos Jogos Olímpicos de Verão de 2016 no Rio de Janeiro. Na edição seguinte, conquistou o ouro nos duzentos metros borboleta, obtendo o recorde olímpico com o tempo de dois minutos, três segundos e 860 milésimos.